# Tràng Xá
Tràng Xá là một xã nằm ở phía đông của tỉnh Thái Nguyên, Việt Nam.

## Địa lý
Xã Tràng Xá có vị trí địa lý:
- Phía đông giáp xã Dân Tiến
- Phía tây giáp xã Văn Hán và xã Nam Hòa
- Phía nam giáp xã Trại Cau và tỉnh Bắc Ninh
- Phía bắc giáp xã Võ Nhai

Xã Tràng Xá có diện tích 119,18 km², dân số năm 2025 là 14.609 người. Khu vực được định hướng tập trung phát triển cây ăn quả, chăn nuôi gia súc, gia cầm, du lịch sinh thái. Hạ tầng giao thông trên địa bàn xã có tỉnh lộ 275, 269C. Trên địa bàn xã có sông Rong, một phụ lưu của sông Thương.

## Lịch sử
Khu di tích lịch sử rừng Khuôn Mánh thuộc xã Tràng Xá là nơi thành lập Trung đội Cứu quốc quân II, là một trong những tiền thân của Quân đội nhân dân Việt Nam.
Tháng 6 năm 2025, xã Tràng Xá được thành lập trên cơ sở nhập toàn bộ diện tích tự nhiên, quy mô dân số của xã Tràng Xá (diện tích tự nhiên là 45,71 km²; dân số là 9.399 người) và xã Liên Minh (diện tích tự nhiên là 73,47 km²; dân số là 5.210 người) của huyện Võ Nhai. Trụ sở làm việc của xã nằm tại xã Tràng Xá  cũ.

## Hành chính
Đến năm 2009, xã Tràng Xá được chia thành 20 xóm: Chòi Hồng, Cầu Nhọ, Là Bo, Mỏ Bễn, Nà Lưu, Mỏ Đinh, Là Đông, Tân Đào, Tân Thành, Thành Tiến, Đồng Ẻn, Khuôn Ruộng, Đồng Ruộng, Làng Đèn, Đồng Bài, Đồng Tác, Đồng Mỏ, Lò Gạch, Đồng Danh, Làng Chàng. Năm 2018, sáp nhập hai xóm Mỏ Bễn và Nà Lưu thành xóm Thắng Lợi, sáp nhập hai xóm Khuôn Ruộng và Tân Đào thành xóm Hợp Nhất. Năm 2019, đổi tên xóm Làng Chàng thành xóm Làng Tràng.
Đến năm 2009, xã Liên Minh được chia thành chín xóm: Kẹ, Khuân Đã, Khuân Nang, Nác, Ngọc Mỹ, Nhâu, Nho, Thâm, Vang.